# Nacionalna oslobodilačka stranka (Kostarika)
Nacionalna oslobodilačka stranka (španjolski: Partido Liberación Nacional skraćeno  PLN) je politička stranka u Kostarici. PLN je osnovao José Figueres 1951. godine, nakon završetka građanskog rata, te je ubrzo postala jedna od najznačajnijih stranaka.  Godine 2002., po prvi put u povijesti, je izgubila druge uzastopne izbore, stranka je osvojila samo 27,1 posto glasova birača i 17 od 57 mjesta u parlamentu.  Na predsjedničkim izborima istog dana, njihov kandidat Rolando Araya Monge je osvojio 31,0% glasova te je u drugom krugu izgubio od Abela Pacheca.
Neki od najdinamičnijih i popularnih vođa koji su bili na čelu zemlje su došli iz PLN, među njima su heroj iz građanskog rata José Figueres i nobelovac Óscar Arias.
Stranka je član Socijalističke Internacionale.
Na posljednjim parlamentalnim izborima stranka je osvojila 37% i 23 mandata, a stranačka kadidatkinja za presjednicu države Laura Chinchilla osvojila je 46,78% glasova i postala je nova presjednica Kostarike.

## Vanjske poveznice
- Nacionalna oslobodilačka stranka  Arhivirana inačica izvorne stranice od 22. srpnja 2012. (Wayback Machine)